# Glypta flaviscutator
Glypta flaviscutator är en stekelart som beskrevs av Aubert 1964. Glypta flaviscutator ingår i släktet Glypta och familjen brokparasitsteklar. Inga underarter finns listade i Catalogue of Life.